# 北京路 (金朝)
北京路，金朝的路。

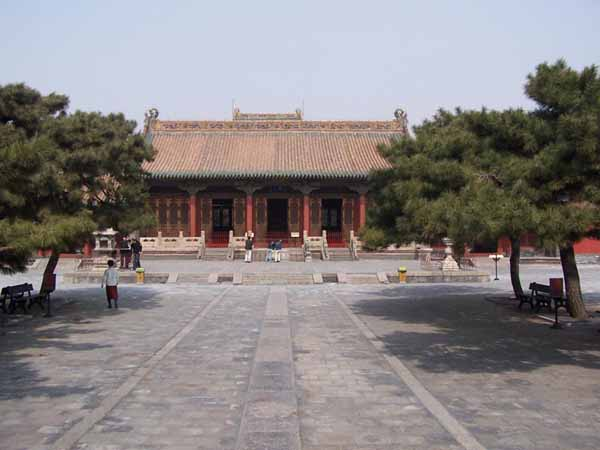
沈阳故宫

天眷元年（1138年），改辽朝上京道为北京路，治所在临潢府（今内蒙古自治区巴林左旗南），辖境包括内蒙古昭乌达盟北部、哲里木盟与莫力达瓦旗、扎赉特旗之间及吉林省白城市。天德二年（1150年），改为临潢府路。貞元元年（1153年），改中京路（辽朝中京道）为北京路，治所在大定府（今内蒙古自治区宁城县西北大明城），辖境东至辽宁省锦州市、阜新市，北至内蒙古赤峰市、敖汉旗，西至滦河流域，南至秦皇岛市、长城一线至古北口，下辖大定府、兴中府、利州、义州、建州、宗州、锦州。蒙古帝国废除。元朝改为大宁路。

## 长官
金朝
关于金朝的北京留守兼本路兵马都总管、大定尹，参见大定府